# Korea újraegyesítése

A két Korea egységének jelképe

A Koreai Köztársaság zászlaja

A Koreai Népi Demokratikus Köztársaság zászlaja

A koreai újraegyesítés (hangul: 통일, handzsa (hanja): 統一; thongil (tong-il)) egy olyan folyamat, ami során a Koreai Népi Demokratikus Köztársaság (KNDK; hétköznapi szóhasználatban: Észak-Korea) és a Koreai Köztársaság (hétköznapi szóhasználatban: Dél-Korea), illetve a koreai demilitarizált övezet egységes kormányzás alá kerül ismét.
A Korea-közi konfrontáció diplomáciai úton való rendezésének előfutárának az 1972. július 4-én, Kim Jongdzsu (Kim Yong-ju) és I Hurak (Lee Hu-rak) aláírt Korea-közi nyilatkozat tekinthető, amelyben megállapodtak arról, hogy Koreát külföldi hatalmaktól függetlenül, békés úton, az ideológiai korlátokon felülemelkedve kell egyesíteni. A békülési folyamat Kim Dedzsung (Kim Dae-jung) elnök által képviselt Napfény-politika irányvonalnak köszönhetően a 2000. június 15-én kiadott Június 15-i Korea-közi megállapodással indult, ahol a két ország 52 évnyi különválás után megállapodott a jövőbeli békés újraegyesítés alapfeltételeiről, ugyanakkor ez gyakran nehézségekbe ütközik a két ország közti folyamatos politikai feszültségek miatt.
2023. december 31-én a Koreai Munkapárt Központi Bizottságának ülésén Kim Dzsongun (Kim Jong-un) úgy nyilatkozott, hogy a Korea-közi kapcsolatok már nem az egységes nemzet, hanem két, egymással hadban álló állam képét mutatják, és hogy a koreai egyesítés politikai irányvonala nem bizonyosult sikeresnek, mert a Koreai Köztársaság azt kizárólag Észak-Korea területének magába olvasztásával tudja elképzelni. Hagyományosan Dél-Korea hivatalos nevét nem, vagy csak nagyon ritkán közölte az észak-koreai sajtó és akkor is csak a gúnyos, a nyugati macskakörmöknek megfeleltethető jelpár közé szorítva (《대한민국》), jelezve, hogy egy általuk el nem ismert entitásról van szó. 2023 júliusától egyre több alkalommal került bele közleményekbe Dél-Korea hivatalos neve, szintén macskakörmök között. 2023. december 4-e fordulópontot jelentett ebben, azóta többnyire a jelpár nélkül közlik. Napokkal a beszéd után az észak-koreai weboldalakról eltűntek a koreai újraegyesítés kérdéskörét taglaló Egyesítés (통일) és Egyek vagyunk (우리는 하나) menüpontok, megszűnt az Uriminzokkiri és a DPRK Today elérhetősége és a Dél-Korea felé sugárzott Phenjan Rádió adása.